# Der Kampf (revista)
Der Kampf (en alemán: La Lucha) fue una revista política mensual publicada en el período comprendido entre 1907 y 1938. Primero tuvo su sede en Viena, luego en Praga y Brno. Estaba afiliado al Partido Socialdemócrata de Austria (SDAP) y su subtítulo era Sozialdemokratische Monatsschrift (alemán: Mensual Socialdemócrata).

## Historia
Der Kampf fue lanzado por los socialdemócratas austriacos, incluidos Otto Bauer, Adolf Braun y Karl Renner en octubre de 1907. Se inspiró en Die Neue Zeit, que había sido fundado por Karl Kautsky. Su objetivo principal era proporcionar una plataforma para las discusiones sobre las cuestiones teóricas y las relativas al movimiento obrero austriaco. Der Kampf apoyó la ciencia moderna y los métodos de investigación social.
Los editores de Der Kampf incluyeron a Otto Bauer, Adolf Braun y Karl Renner. Georg Emmerling lo publicó mensualmente en Viena hasta febrero de 1934, cuando fue prohibido.
De 1934 a 1938 Der Kampf se publicó ilegalmente y tuvo su sede primero en Praga y luego en Brno.

## Contenido y colaboradores
En febrero de 1933, Der Kampf publicó un intercambio entre Friedrich Adler y Karl Kautsky sobre la democracia socialista. Entre sus principales colaboradores se encontraban Max Adler, Friedrich Austerlitz, Robert Danneberg, Julius Deutsch, Wilhelm Ellenbogen, Ludo Hartmann, Rudolf Hilferding, Engelbert Pernerstorfer, Pável Axelrod, August Bebel y Émile Vandervelde. En Der Kampf también apareció un breve artículo sobre el terrorismo de León Trotski. Otto Bauer publicó en la revista un total de 152 artículos, en su mayoría relacionados con los acontecimientos políticos nacionales e internacionales, así como con cuestiones problemáticas relacionadas con el movimiento obrero internacional y el Partido Socialdemócrata. Bauer utilizó varios seudónimos, como Karl Mann y Heinrich Weber, pero también utilizó su nombre en estos artículos. Uno de los artículos escritos por Max Adler trataba sobre los efectos del desempleo en la conciencia de clase de la clase trabajadora.
Julius Braunthal formaba parte del consejo editorial de Der Kampf. También contribuyó a la revista y publicó el primer artículo sobre el fascismo titulado "Der Putsch der Fascisten" en noviembre de 1922, poco después de la Marcha sobre Roma, una manifestación masiva organizada y un golpe de Estado por parte del Partido Nacional Fascista de Benito Mussolini.